# Friedrich Wilhelm Otte

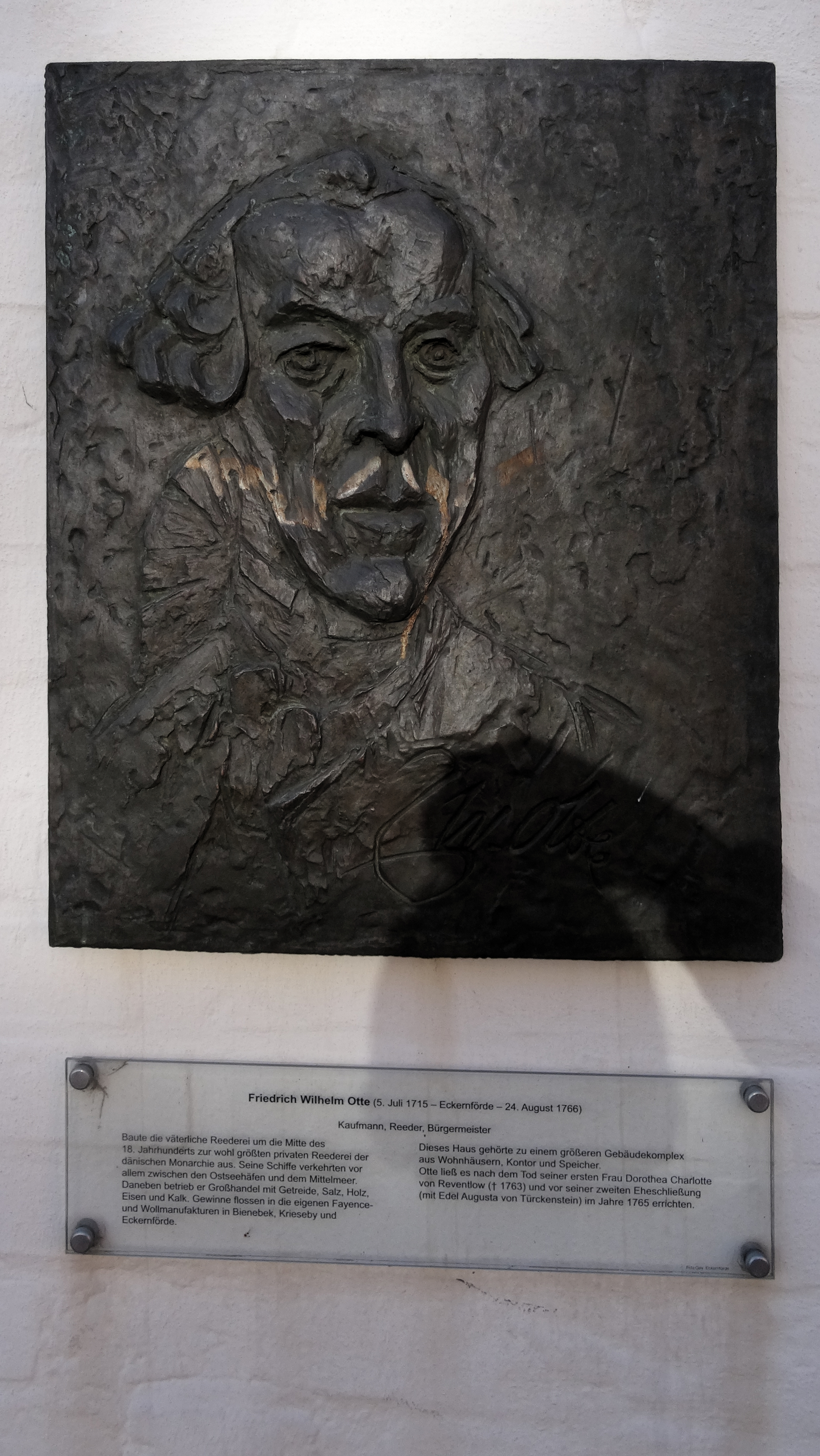
Relief am Wohnhaus

Friedrich Wilhelm Otte (* 5. Juli 1715 in Eckernförde; † 24. August 1766 ebenda) war ein bedeutender Eckernförder Großkaufmann, Reeder, Unternehmer, Politiker und Diplomat.

## Wirken
Friedrich Wilhelm Otte verdankte seinen Reichtum nicht nur dem Erfolg der Reederei seines Vaters Christian Otte, sondern auch seinem eigenen Unternehmergeist. Seine Firma besaß in den 1760er Jahren bereits etwa die Hälfte der Tonnage von Eckernförde, und dazu kamen noch die Schiffe weiterer eng verwandter Reeder. Ihm gelang es, neben seiner wirtschaftlichen Macht einen erheblichen politischen Einfluss auszuüben. Er wurde Bürgermeister von Eckernförde und Kanzleirat. Im Auftrag des dänischen Ministers Johann Hartwig Ernst von Bernstorff war er während der vergeblichen Friedensbemühungen 1761/62 auch als Diplomat tätig.
Er war der Hauptleiter der Otteschen Unternehmungen in Eckernförde. In der Seefahrt baute er den Handel mit Portugal aus. Im unternehmerischen Bereich liegt seine Bedeutung insbesondere in der Gründung der Eckernförder Fayencemanufaktur, zusammen mit seinem Bruder Johann Nikolaus Otte (1714–1780). Einige Fayence-Arbeiten gelten heute als wertvolle Museumsstücke, beispielsweise eine Fayence-Teedose im Museum Eckernförde. Außerdem betrieb er eine Wollwarenfabrik, Färberei, Zwirn- und Leinenherstellung, auch in Schleswig, wo sein älterer Bruder, der dortige Bürgermeister Georg Christian Otte, für ihn tätig war. Friedrich Wilhelm Otte besaß das Gut Bienebek (seinerzeit: Bienebeck).
Sein Neffe, der königliche Hofagent und wirkliche Justizrath Christian Bruyn, war als sein Nachfolger in den Eckernförder Otteschen Unternehmungen tätig. Die Bedeutung von Friedrich Wilhelm Ottes Gründung kann daran ermessen werden, dass die Fabrik sogar vom dänischen König besucht wurde: 1767 wurde der König Christian VII. mit 18 "Ottischen Canonen" sowie von Kanonen auf der "Ottischen Lust Jagd auf dem Wasser" [Lustyacht] begrüßt, als er die Ottesche Fayence-Fabrik besichtigte.
Friedrich Wilhelm Otte hatte als Nachfolger seines älteren Bruders Georg Christian Otte die Administration der Otteschen Armenstiftung in Eckernförde inne.

## Familie
Seine erste Ehe schloss er am 6. August 1748 mit Dorothea Charlotte von Reventlow († 5. November 1763 in Eckernförde), Tochter des Obersten Otto Heinrich von Reventlow. In zweiter Ehe verheiratete er sich 1765 mit Edel Augusta von Türkenstein († 15. Dezember 1799 in Eckernförde). Aus ersten Ehe hatte er neun Kinder. Der Ehemann der ältesten Tochter Margaretha Dorothea (1749–1767), Niels Ryberg (1725–1804) in Kopenhagen, Direktor der Asiatischen Kompagnie und der königlich dänischen Westindischen Handelsgesellschaft, war auch mit dem Sklavenhandel befasst. Die Tochter Louise Christiane (1753–1786) war mit Johann Friedrich Ackermann verheiratet. Über eine weitere Tochter war Otte Urgroßvater von Karl von Moltke. Ein Porträt seiner Tochter Sophia Charlotte von 1767 ist im Museum Eckernförde ausgestellt.